# Spexard
Spexardⓘ ist ein Ortsteil im Südosten der Kreisstadt Gütersloh in Nordrhein-Westfalen. Mit heute mehr als 9000 Einwohnern ist die bis zur kommunalen Neugliederung 1970 selbstständige – seinerzeit vorwiegend bäuerlich geprägte – Gemeinde zu einem bedeutenden Faktor in der städtischen Entwicklungsplanung der 100.000-Einwohner-Stadt Gütersloh geworden.

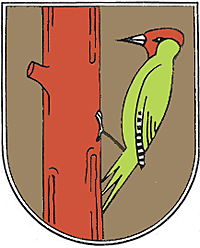
Das redende Wappen Spexards zeigt einen Grünspecht.

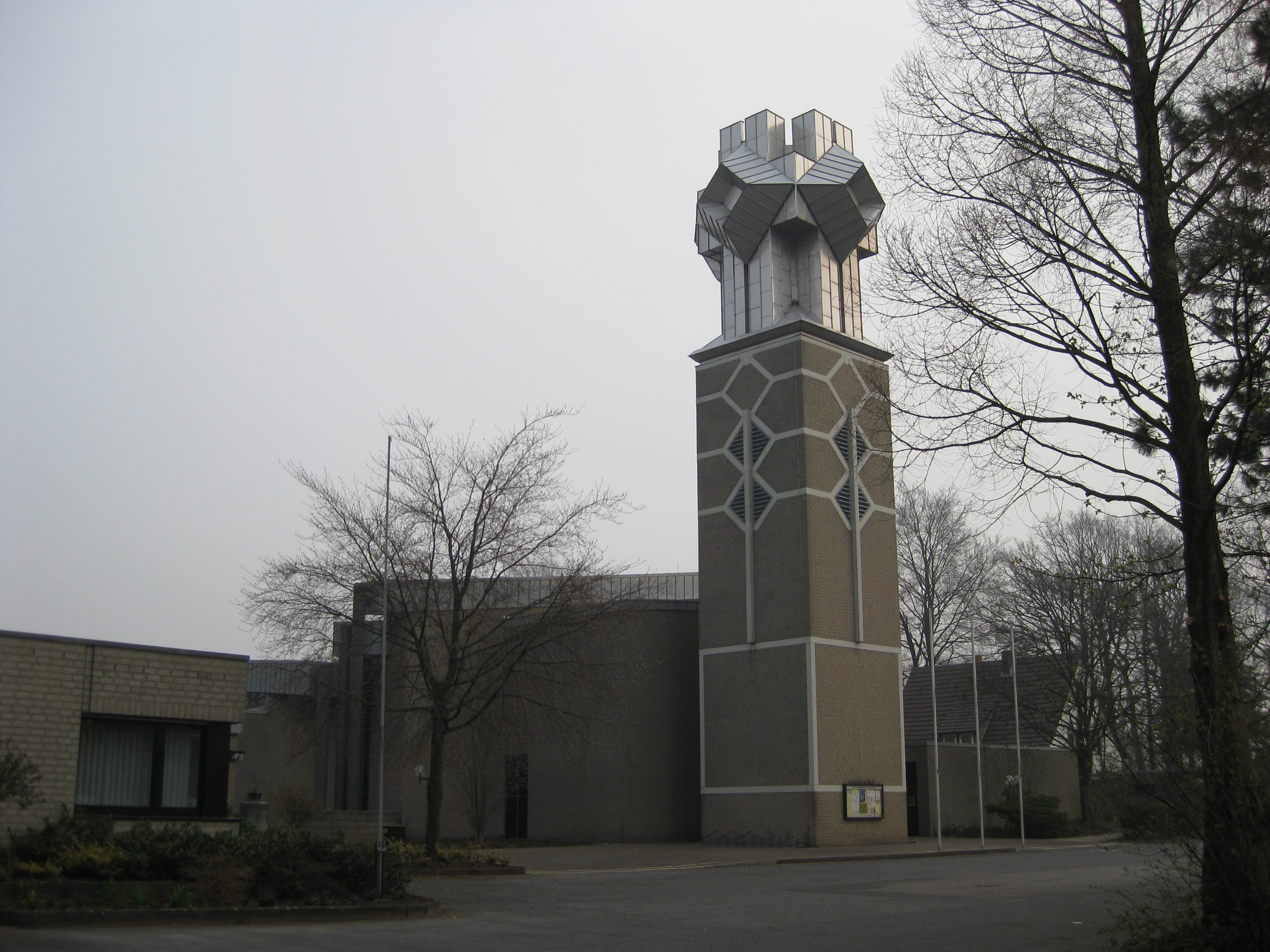
Katholische Kirche St. Bruder Konrad

In Spexard hat die Stadt Anschluss an das europaweite Fernstraßenverkehrsnetz über die Bundesautobahn 2.

## Geschichte

### Name
In einer Heberolle des Klosters Herzebrock um 1088 wird der Ort erstmals in der Schreibweise „Spehtashard“ aufgeführt. In späteren urkundlichen Erwähnungen zeigen sich veränderte Schreibweisen: Spehteshart (1189), Spechishart (1198), Spechteshard (1201), Spechteshart (1235), Spedeshart (1240), Spechtzart (1456), Specsert (1532), Speckart (1562), Speckzart (1585), Spexart (1660), Spexarth (1842). Im Jahr 1847 tauchte erstmals die Schreibweise „Spexard“ auf. Der Name wird allgemein als „Spechtswald“ gedeutet. Bei der Gestaltung eines Gemeindewappens entschied man sich 1952 mit der Darstellung eines Grünspechts für ein redendes Wappen.

### Ortsgeschichte
Der älteste Nachweis und damit die Ersterwähnung von Spexard geht auf eine Heberolle des Klosters Herzebrock zurück, die um das Jahr 1088 im Zuge der Reorganisation des Klosters durch den Landesherrn Bischof Benno II. von Osnabrück erstellt wurde. Auf diese Heberolle stützt sich das Ortsjubiläum „925 Jahre Spexard“ im Jahr 2013.
Spexard gehörte zum Amt Reckenberg, einer Exklave des Hochstifts Osnabrück. Ab 1524 entstand zwischen der Herrschaft Rheda unter Graf Konrad von Tecklenburg-Schwerin und dem Hochstift ein offener Machtkampf um die Grenzen und Rechte der Herrschaft Rheda. Das Amt Reckenberg war durch seine geografische Lage ohne direkte Anbindung an das Hochstift militärisch schwach und leistete gegen die Territorialansprüche des Grafen anfänglich kaum Widerstand, so dass die Herren von Rheda im Kirchspiel Gütersloh erheblich an Einfluss gewannen.
Nach dem Tod des Grafen 1557 wurden im Bielefelder Rezess 1565 bzw. im Wiedenbrücker Vertrag vom 9. Juni 1565 die Streitigkeiten beigelegt und die Grenzen neu festgelegt: Die Bauerschaften Blankenhagen, Pavenstädt und Nordhorn einschließlich der noch nicht selbstständigen Bauerschaft Sundern fielen an die Herrschaft Rheda, die Bauerschaften Avenwedde, Kattenstroth und eben Spexard verblieben beim Hochstift Osnabrück.
Teilweise zur selben Zeit, zwischen 1508 und 1583, hatte das Hochstift auch an der östlichen Grenze des Amtes Reckenberg mit Grenzstreitigkeiten zu kämpfen. Die Grafschaft Rietberg konnte erfolgreich ein größeres Gebiet der Bauerschaft Spexard für sich beanspruchen.
1803 wurde das Osnabrück durch den Reichsdeputationshauptschluss dem Kurfürstentum Hannover zugeschlagen, das wiederum 1806 an Preußen fiel.
Nach dem Sieg Napoleons über Preußen gehörte die „Bauerschaft Spexard“ zwischen 1807 und 1813 zum Kanton Wiedenbrück im Distrikt Paderborn des Departments der Fulda im Königreich Westphalen. 1815 fiel das frühere Amt Reckenberg endgültig an Preußen. Spexard gehörte zur Großgemeinde Avenwedde im Kreis Wiedenbrück und zählte 1818 gerade einmal 249 Einwohner, bis zur Gründung des Deutschen Reiches 1871 hatte sich die Bevölkerung auf 500 Einwohner verdoppelt. Am 10. Dezember 1888 entstand die neue Gemeinde Kattenstroth-Spexard durch Ausgliederung aus der Gemeinde Avenwedde.
Die Gemeinde Kattenstroth-Spexard wurde am 1. April 1910 aufgelöst. Der Gemeindeteil Kattenstroth wechselte nach Gütersloh, während Spexard eine eigenständige neue Gemeinde bildete. Im Jahr 1914 bildete sich das Amt Avenwedde mit den drei Gemeinden Avenwedde, Friedrichsdorf und Spexard.
Am 1. Januar 1970 wurde die Gemeinde Spexard, damals 4862 Einwohner groß, in die Stadt Gütersloh eingegliedert. Der Kreis Wiedenbrück ging 1973 im Rahmen der nordrhein-westfälischen Gebietsreform im neu gegründeten Kreis Gütersloh auf.
1979 gründete sich nach mehreren Besuchen in der DDR der Freundeskreis des Rhönklubs Simmershausen, eines Wandervereins in Thüringen, dessen Mitglieder sich für den Erhalt von Brauchtum und Natur in der Rhön engagieren. Dies markiert den Beginn einer Art inoffiziellen Städtepartnerschaft zwischen Spexard und Simmershausen. Seit der Wiedervereinigung besuchen sich Vereine und Delegationen der beiden Orte regelmäßig zu Orts-, Gemeinde- oder Sportfesten.
1993 wurde das ursprünglich zum Abriss vorgesehene Bauernhaus Meier to Berens abgebaut, transloziert und am 21. Januar 1995 an seinem neuen Standort eingeweiht. Als „Spexarder Bauernhaus“ dient es heute als Begegnungsstätte Spexarder Vereine und ist zum Wahrzeichen des Ortsteils geworden.

## Kultur und Sehenswürdigkeiten

### Bauwerke
Das Spexarder Bauernhaus an der Lukasstraße in Spexard war ursprünglich das Haupthaus des 1370 erstmals erwähnten Hofes Meier to Berens. Ab 1993 wurde es in Abstimmung mit dem Westfälischen Amt für Denkmalpflege an die Lukasstraße versetzt. Das Fachwerkgebäude steht heute als Bürgergemeinschaftshaus allen Vereinen und Gruppen für Veranstaltungen zur Verfügung.
Auf dem Hof Künnepeter befindet sich ein guterhaltener Speicher aus dem Jahre 1673. Er gehört, zusammen mit dem knapp 100 Jahre älteren Speicher auf dem Hof Meyer zu Rassfeld, zu den letzten noch vorhandenen Speichergebäuden auf dem Gebiet der Stadt Gütersloh. Ein nahegelegenes Scheunengebäude stammt von 1616.
Neben den beiden genannten stehen acht weitere Objekte aus Spexard auf der Liste der Baudenkmäler in Gütersloh, darunter das Kriegerdenkmal, die Brennerei und das Hofhaus Meier Spexard sowie die Wassermühle Grundmeier.

### Natur
- Im Ortsteil befindet sich das Naturschutzgebiet Spexard, eines von drei Naturschutzgebieten der Stadt Gütersloh.
- Das einzige innerhalb des Spexarder Siedlungsbereiches verlaufende Fließgewässer ist der Knisterbach. Durch die Wiesenlandschaft südlich des Ortes verläuft zudem das Wiedey-Flüsschen über Spexarder Gebiet.

## Öffentliche Einrichtungen
Im Ortsteil Spexard ist ein Löschzug der Freiwilligen Feuerwehr Gütersloh angesiedelt. Der Löschzug Spexard wurde am 1. Oktober 1922 als eigenständige Feuerwehr gegründet und nach der Gemeindegebietsreform in den 1970er Jahren in die Freiwillige Feuerwehr Gütersloh eingegliedert. Er ist über die Ortsteilgrenzen hinaus auch für Teile von Sundern und Kattenstroth zuständig. Bei allen Einsätzen innerhalb des Löschbezirks rückt der Löschzug Spexard parallel zur Berufsfeuerwehr Gütersloh aus. Zudem wird der Löschzug Spexard im Verler Ortsteil Sürenheide und im Industriegebiet Verl-West eingesetzt. Aufgrund der räumlichen Entfernung kann die Freiwillige Feuerwehr Verl den Ortsteil nicht immer in der vorgegebenen Zeit von 8 Minuten mit einem Löschfahrzeug und acht Feuerwehrangehörigen erreichen. Um dennoch in diesem Ortsteil das Schutzziel zu erreichen, unterstützen die Feuerwehrleute aus Spexard die Verler bei zeitkritischen Einsätzen in diesem Gebiet. Hierzu wurde ein öffentlich-rechtlicher Kooperationsvertrag zwischen den Städten Verl und Gütersloh geschlossen. Mit Spezialfahrzeugen ausgestattet betreut der Zug auch rund 35 Autobahnkilometer der A 2. Das Einsatzgebiet auf der Autobahn erstreckt sich in Fahrtrichtung Dortmund von der Anschlussstelle Gütersloh bis zur Anschlussstelle Rheda-Wiedenbrück. In Fahrtrichtung Hannover beginnt die Zuständigkeit bereits einige Kilometer vor der Anschlussstelle Gütersloh, am Rasthof Gütersloh, und endet an der Anschlussstelle Bielefeld-Süd.
Auf Spexarder Gebiet, direkt an der Grenze zu Kattenstroth, steht das Sankt-Elisabeth-Hospital.

## Sport
Größter Sportverein Güterslohs war mit 2439 Mitgliedern im Jahr 2012 der Breitensportverein SV Spexard, dessen 1. Herrenfußballmannschaft in der Saison 2012/13 in der Fußball-Landesliga Westfalen spielt. Der Verein veranstaltet jedes Jahr den Spexarder Volkslauf.
Der 1952 gegründete Reiterverein Sundern-Spexard hat sich mit über 460 Mitgliedern (Stand 2012) zu einem der größten Pferdesportvereine im Kreisreiterverband Gütersloh entwickelt. Die Reitanlagen umfassen u. a. zwei 1977 bzw. 1997 erbaute Reithallen, eine 1998 angelegte Geländestrecke sowie eine 2006 errichtete Longierhalle. 
Der Sportschützenverein Hubertus Spexard gehört zu den erfolgreichsten Vereinen im Schützenkreis Gütersloh. Die 1998 erbaute Schießanlage verfügt über zwölf Schießbahnen.